# Chérizet
Chérizet – miejscowość i gmina we Francji, w regionie Burgundia-Franche-Comté, w departamencie Saona i Loara.
Według danych na rok 1990 gminę zamieszkiwało 50 osób, a gęstość zaludnienia wynosiła 17 osób/km² (wśród 2044 gmin Burgundii Chérizet plasuje się na 860. miejscu pod względem liczby ludności, natomiast pod względem powierzchni na miejscu 1335.).